# ابوسعید سجزی

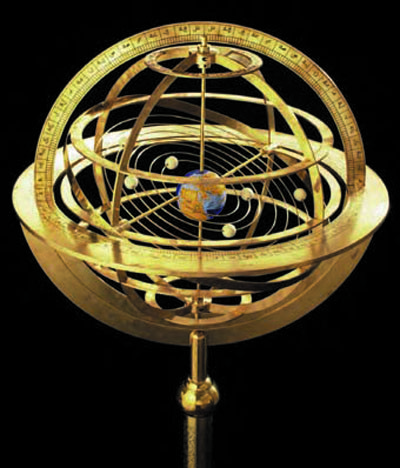
نمایی از طرح منظومهٔ شمسی و حرکت زمین («سیاره‌نما») به عقیدهٔ ابوسعید سجزی

ابوسعیداحمدبن عبدالجلیل سجزی، (درگذشتهٔ ۴۱۴ ه‍.ق) ستاره‌شناس و ریاضی‌دان اهل سیستان قرن چهارم هجری است که با ابوجعفر احمد بن محمد صفاری و عضدالدوله معاصر و از اهالی سیستان بوده و در خراسان و شیراز نیز زیسته‌است. سال زادروز او در حدود سال ۳۳۰ هجری قمری است.
ابوسعید سجزی از جملهٔ دانشمندانی است که در رصد میل اعظم در شهر شیراز تحت نظارت عبدالرحمن صوفی رازی و با حمایت مالی عضدالدولهٔ دیلمی حضور داشته‌است. بنابه گزارش ابوریحان بیرونی، مقدار میل اعظم در این رصد ۲۳ درجه و ۳۵ دقیقه محاسبه شده‌است.
ابوریحان بیرونی می‌گوید: «از ابوسعید سجزی، اسطرلابی از نوع واحد بسط دیدم که شمالی و جنوبی مرکب نبود و آن را اسطرلاب زورقی نامند و او را به جهت آن تحسین نمودم.»
این ریاضیدان و ستاره‌شناس مشهور ایرانی پیش از گالیله به این موضوع پی برد که زمین به دور خودش می‌چرخد و اینکه زمین به دور خورشید می چرخد و نه بالعکس .

## تالیفات ابوسعید
- کتاب الاختیار
- تحصیل القوانین الهندسه المحدود
- الزایجات الکواکب
- المدخل
- رساله در حل ده مسئله
- رساله فی باب انقسام خط مستقیم ذی النهایه
- رساله فی خواص الشکل الجسم الحادث
- رسالة فی عمل البرکار التام و هو برکار المخروط: در مورد ساختمان پرگار تام است.

## اعتقاد به چرخشِ زمین
شواهدی در تاریخ وجود دارد که سجزی معتقد به چرخشِ زمین به دورِ خودش بوده‌است. ابوریحان بیرونی در کتابِ «استیعاب الوجوه الممکنة فی صنعة الاسطرلاب» می‌گوید: «از ابو سعید سجزی، اُسطرلابی از نوع واحد و بسط دیدم که از شمالی و جنوبی مرکّب نبود و آن را اسطرلاب زورقی می‌نامید و او را به جهت اختراع آن اسطرلاب تحسین کردم چه اختراع آن متکی بر اصلی است قائم به ذات خود و مبنی بر عقیدهٔ مردمی است که زمین را متحرّک دانسته و حرکت یومی را به زمین نسبت می‌دهند و نه به کرهٔ سماوی. بدون شک این شبهه‌ای است که تحلیلش در نهایتِ دشواری. و قولی است که رقع و ابطالش در کمال صعوبت است. مهندسان و علمای هیئت که اعتماد و استناد ایشان بر خطوط مساحیه(= مدارات و نصف النهارات و استوای فلکی و دائرةالبروج) است؛ در نقضِ این شبهه و رد آن عقیدت بسی ناچیز و تهی دست باشند و هرگز دفع آن شبهه را اقامت برهان و تقریر دلیلی نتوانند نمود؛ زیرا چه حرکت یومی را از زمین بدانند و چه آن را به کرهٔ سماوی نسبت دهند در هر دو حالت به صناعت آنان زیانی نمی‌رسد و اگر نقض این اعتقاد و تحلیل این شبهه امکان پذیر باشد موکول به رای فلاسفهٔ طبیعی دان است.»